# 根神社
根神社（ねじんじゃ）は、千葉県習志野市鷺沼にある神社である。旧社格は村社。

## 祭神
- 面足尊
- 惶根尊
- 素盞嗚尊
- 猿田彦神

## 由緒
旧鷺沼村の産土神。鎮座の地は「根神社古墳」または「山王祠古墳」と呼ばれる前方後円墳で、鷺沼古墳群の1基である。創建年代は不詳ながら、一説には承平年間（931年 - 937年）の鎮座と言われる。「享保七年（1722年）奉造立」という棟札があるが、勧請年代かどうか不明。

## 境内

### 摂末社
- 不二見神社
- 御嶽大神碑
- 八剱神社（境外末社）

## 祭事
- 例祭（10月17日）

## 所在地
- 千葉県習志野市鷺沼1-698

## 交通アクセス
- 京成電鉄京成本線・千葉線・松戸線京成津田沼駅より徒歩約13分（1.0km）。